# Altenstadt an der Waldnaab
Pour les articles homonymes, voir Altenstadt.
Altenstadt an der Waldnaab est une commune de Bavière (Allemagne), située dans l'arrondissement de Neustadt an der Waldnaab, dans le district du Haut-Palatinat.